# Knight Rider (tv-serie fra 2008)
 For alternative betydninger, se Knight Rider. (Se også artikler, som begynder med Knight Rider)
Knight Rider er en amerikansk tv-serie som fortsætter 25 år efter Knight Rider fra 1982. Hovedrollen Mike Tracer spilles af Justin Bruening.